# Islandia en los Juegos Olímpicos de Lillehammer 1994
Islandia estuvo representada en los Juegos Olímpicos de Lillehammer 1994 por cinco deportistas, cuatro hombres y una mujer, que compitieron en dos deportes.
La portadora de la bandera en la ceremonia de apertura fue la esquiadora alpina Ásta Halldórsdóttir. El equipo olímpico islandés no obtuvo ninguna medalla en estos Juegos.